# Lacónico de Esparta
Lacónico (en griego antiguo: Λακωνικός, Lakonikòs; siglo III a. C.-después del 192 a. C.) fue el último rey de Esparta. Reinó brevemente en 192 a. C., luego de que Nabis fuera asesinado.

## Biografía
En 193 a . C., al final de la llamada guerra contra Nabis, las tropas romanas lideradas por Tito Quincio Flaminino y los aqueos derrotaron al tirano, y Esparta se vio obligada a rendirse. Al año siguiente, cuando Flaminino había dejado Laconia para prepararse para la guerra contra Antíoco III y la Liga Etolia, Nabis intentó tomar la ciudad nuevamente, pero fue asesinado por sorpresa por Alexámeno, el comandante del batallón de mil etolios que llegó en apoyo del tirano.
En respuesta, los espartanos se dirigieron a Lacónico, un joven espartano de sangre real (aunque no se sabe si era Agíada o Euripóntida) que había crecido con los hijos del tirano y lo nombraron rey en el acto, después de matar a Alexámeno.
Filopemen, estratego de la Liga Aquea, intervino de inmediato, sin siquiera el apoyo de los romanos, conquistando y saqueando Esparta. No se sabe nada más de Lacónico, ni siquiera si murió en batalla o si logró refugiarse en el extranjero. En cualquier caso, fue el último gobernante en la historia de Esparta: en el 192 a. C. la ciudad fue anexada a la Liga Aquea, manteniendo el eforado pero la monarquía fue abolida definitivamente.